# Ali Meschkini

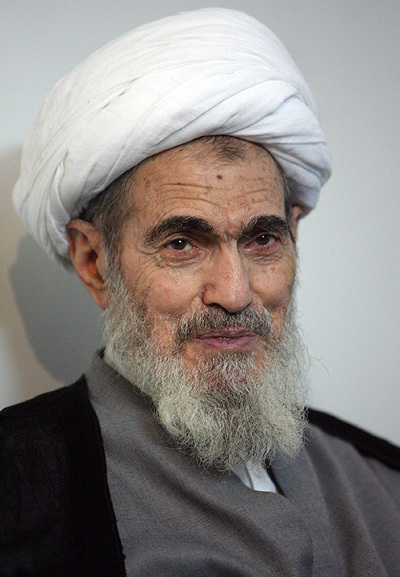
Ali Meschkini

Ali-Akbar Meschkini (* 1922? in Meschkin; † 30. Juli 2007 in Teheran) war ein schiitischer Geistlicher mit dem religiösen Titel Ajatollah und iranischer Politiker.

## Wirken
Meschkini wurde am 11. September 1981, nach dem Attentat auf Ajatollah Asadollah Madani, vom Obersten Rechtsgelehrten Ajatollah Ruhollah Chomeini zum Freitagsprediger von Ghom ernannt und erfüllte bis zu seinem Tode die für iranische Prediger wichtigste Stellung des Leiters der Theologischen Hochschule.
Beim letzten Expertenrat hatte er den Vorsitz inne und wurde von Seyyed Ali Chamene’i für den 2007 neu gewählten Expertenrat „aufgrund seines Alters und seiner Verdienste für die islamische Republik Iran“ zum Alterspräsidenten ernannt. Meskhini, dem eine politische Nähe zu bzw. Abhängigkeit von Chamenei nachgesagt wurde, folgte in Regimeverlautbarungen, ähnlich denen Ahmad Dschannatis, Mesbah Yazdis oder Ahmadinedschads, dem üblichen Muster:
„Amerika und England seien Krebsgeschwüre“
„der Sieg der Hisbollah über das zionistische Regime sei ein göttliches Phänomen“
In seinem Beileidsschreiben für den Großgelehrten und Glaubenskämpfer strich Chamenei heraus, dass Meschkini die hohen Ämter von seiner einfachen und frommen Lebensart nicht abgebracht haben.
Ali Meschkinis Tochter ist mit Mohammad Mohammadi Reyschahri, dem ersten Leiter des Geheimdienstes VEVAK, verheiratet.